# Bayburt Özel İdarespor
Bayburt Özel İdarespor ist ein türkischer Fußballverein aus Bayburt, einer Stadt im Nordosten Anatoliens. Der Verein beansprucht die Geschichte des mittlerweile aufgelösten Vereins Bayburtspor für sich, diese Beanspruchung ist jedoch bis jetzt nicht offiziell bestätigt worden.

## Geschichte
In der Saison 2013/14 spielte der Verein in der Gruppe 1 der höchsten türkischen Amateurklasse, der Bölgesel Amatör Lig. Dort belegte man nach dem Ende der Saison mit 64 Punkten und neun Punkten Abstand zum Nächstplatzierten den 1. Platz, damit qualifizierte man sich für die Playoff-Runde, die nach einem weiteren Sieg den Aufstieg in die TFF 3. Lig, der niedrigsten türkischen Profiliga, bedeuten würde. Dort konnte der Verein am 10. Mai 2014 den Aufstieg nach einem 3:0-Sieg gegen Mardinspor perfekt machen. Damit nimmt der Verein, wenn man die Beanspruchung auf Bayburtspors Vereinsgeschichte ignoriert, zur Saison 2014/15 erstmals in der TFF 3. Lig teil. Wenn man die Beanspruchung der Historie von Bayburtspor akzeptiert, dann spielt der Verein erstmals nach 13 Jahren wieder im Profifußball.

## Bekannte Spieler
- Erol Yükseker
- Alişan Şeker

## Trainer (Auswahl)
- Özcan Kızıltan

## Präsidenten (Auswahl)
- Hikmet Şentürk
- İsmail Özbek